# (7013) 1988 RS4
(7013) 1988 RS4 (1988 RS4, 1991 FN3) — астероїд головного поясу, відкритий 1 вересня 1988 року.
Тіссеранів параметр щодо Юпітера — 3,344.